# Auro-3D
Auro-3D ist ein immersives 3D-Audioformat, das von dem belgischen Unternehmen Auro Technologies vertrieben wird.

## Geschichte
Das Konzept von Auro-3D wurde im Jahr 2005 von Wilfried Van Baelen, dem CEO und Gründer der Galaxy Studios und Auro Technologies, entwickelt. Das Format wurde 2006 erstmals auf der Konferenz der Audio Engineering Society in Paris vorgestellt. Die ersten Modelle beinhalteten das 9.1 und das 10.1-Konzept.
Bei der Konferenz für Räumlichen Ton 2010 in Tokyo wurden erstmals die Kinoformate 11.1 und 13.1 vorgestellt. Als Neuheiten kamen auch die Auro-Engine und die Creative Tool Suite dazu. 2011 ging Auro-3D eine Partnerschaft mit dem belgischen Bildschirmhersteller Barco ein, um Auro-3D als Hardware-Gesamtpaket anzubieten. Im selben Jahr wurden dann auch die ersten Säle mit dem 11.1-System ausgestattet. Im Januar 2012 war der von Lucasfilm produzierte Film Red Tails der erste Hollywood-Film, der in Auro-3D gemischt wurde. Der nächste Film, der Auro-3D benutzte, war der Tamulfilm Vishwaroopam. Im Dezember 2012 gab DreamWorks Animation bekannt, dass sie 15 ihrer nächsten Filme in Auro-3D mischen werden.
Auf der CinemaCon 2013 gaben Barco, DTS und Auro-3D bekannt, dass sie zusammen einen offenen Standard für objektbasierte 3D-Audiosysteme entwickeln würden. Dieses Statement galt als Antwort auf die Nachfrage der Kinobetreiber der „National Association of Theatre Owners“ und der „International Union of Cinemas“.
September 2013 ging Auro-3D eine Partnerschaft mit Datasat Digital Entertainment ein, um das Auro-3D-Format in die Produktpalette für High-End Konsumenten mit einzureihen. Der Datasat LS10 Audioprozessor wurde auf der ISE 2014 vorgestellt.

## Technologie

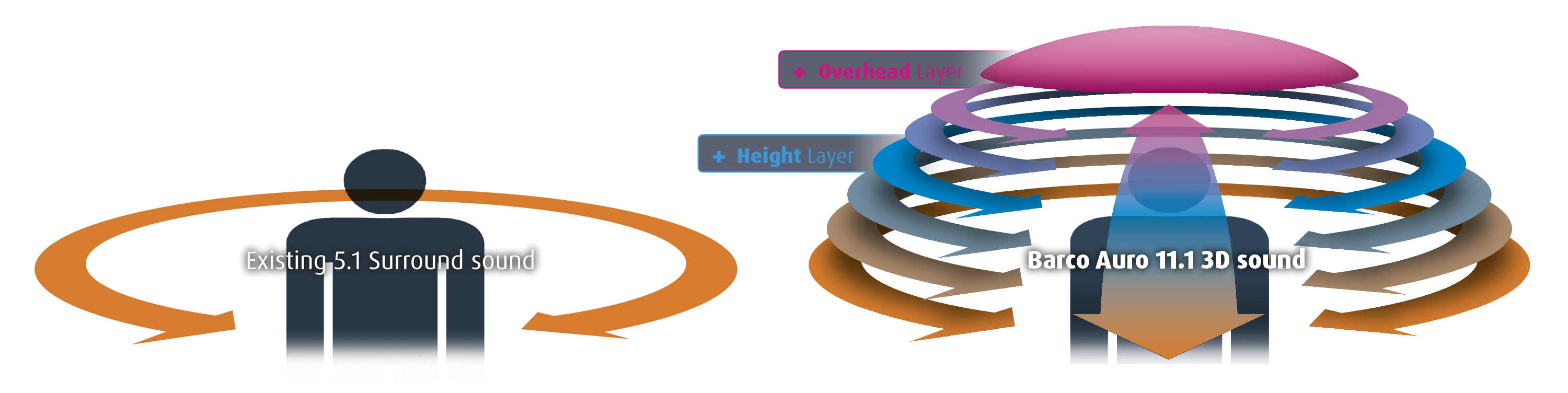
Das Diagramm verdeutlicht die Anordnung der Soundschichten um den Hörer herum.

Auro-3D ist um drei Tonschichten aufgebaut. Diese bestehen aus „Surround Sound“ (auf Kopfhöhe; bestehend aus herkömmlichem 5.1 oder 7.1), „Height“ (englisch Höhe; werden im 30°-Winkel zum Kopf angebracht) und „Overhead Ceiling“ (englisch Decke; werden an der Raumdecke angebracht). Dabei fügt die „Height“-Schicht dem herkömmlichen 5.1 sowohl lokalisierbare Geräusche als auch durch Reflexion einen natürlichen Klang hinzu. Die Daten für „Height“ werden während der Mischung in einen standardmäßigen 5.1. Surround PCM Carrier gespeichert. Auro-3D decodiert die notwendigen Daten für die „Height“-Channels dann während der Wiedergabe.
Die Auro-3D-Technologie besteht aus der „Auro-3D Engine“ und einer Creative Tool Suite. Die Engine umfasst sowohl den Auro-Codec als auch den Auro-Matic Algorithmus, um herkömmlichen Inhalt in das Auro-Format zu mischen. Die Creative Tool Suite ist ein Plug-in-Set, dass dafür benutzt werden kann, neue Sounds in Auro-3D zu mischen. Auro-3D ist darüber hinaus mit allen weiteren 3D-Audio-Technologien kompatibel und kann für bestehende Produktionsprozesse verwendet werden.

## Hörformate
Auro-3D gibt es in verschiedenen Varianten, die für die unterschiedlichen Märkte abgestimmt wurden:
Heimkino (Kleine Räume):
- Auro 9.1
- Auro 10.1 (mit hinzugefügtem Deckenlautsprecher, der „Voice Of God“)

Kino (Große Räume):
- Auro 11.1 (Mit zusätzlichem Front Height Center-Channel)
- Auro 13.1 (mit zusätzlichem Left Rear Surround & Right Rear Surround Channel)

3D Over Headphones: Ein Kopfhörerformat, um den Auro-3D-Effekt auch auf Kopfhörer zu übertragen.